# Obsiiye
Obsiiye is een dorp in het district Oodweyne, regio Togdheer, in de niet-erkende staat Somaliland, en dus formeel gelegen in Somalië.

Obsiiye ligt op ca. 900 m hoogte in een savanne, ruim 82 km ten zuidoosten van de districtshoofdstad Oodweyne en ca. 13,5 km van de grens met Ethiopië (bij het dorp Haji Saleh). Het dorp bestaat uit één kort straatje van ca. 120 m lang. Rondom het dorp liggen enkele verspreide en omheinde berkads.
Obsiiye is alleen via zandpaden verbonden met de rest van het district. Dorpen in de buurt zijn Balumbal (16,3 km, aan de grens met Ethiopië), Gedobeh (19 km), Bodhley (23,7 km) en Gorayo Humeh (12,5 km).
Klimaat: Obsiiye heeft een gemiddelde jaartemperatuur van 24,2 °C; de temperatuurvariatie is gering; de koudste maand is januari (gemiddeld 21,2°); de warmste september (26,3°). Regenval bedraagt jaarlijks ca. 228 mm met april en mei als natste maanden (de zgn. Gu-regens) en een tweede, minder uitgesproken regenseizoen in september-oktober (de zgn. Dayr-regens); het droge seizoen is van december - februari.